# Île-de-France

Logo

Dipartimenti della regione

L'Île-de-France (AFI: /il də fʁɑ̃s/), talvolta in italiano Isola di Francia, è una regione storica e amministrativa della Francia, il cui capoluogo è Parigi.
Amministrativamente ha giurisdizione su 8 dipartimenti (Essonne, Hauts-de-Seine, Parigi, Senna-Saint-Denis, Valle della Marna, Senna e Marna, Val-d'Oise e Yvelines) e comprende importanti centri quali Boulogne-Billancourt, Colombes, Saint-Denis, Argenteuil e Versailles.
Complessivamente, fanno capo a tale regione 25 arrondissement, 317 cantoni e 1281 comuni.
L'etnico degli abitanti dell'Île-de-France è francilien (femminile francilienne).
Desueto e decaduto l'esonimo franciano, termine introdotto nel XIX secolo dai linguisti ma abbandonato dopo che successive analisi non riscontrarono decisive differenze tra il dialetto parlato nella regione e la lingua francese standard.

## Confini e geografia
Il territorio della regione confina con quello della Normandia a nord-ovest, dell'Alta Francia a nord, del Grand Est a est, della Borgogna-Franca Contea a sud-est e del Centro-Valle della Loira a sud-ovest.
È per lo più pianeggiante. Con un'altezza media di 33 m s.l.m., il punto più alto è la collina Rosne a Haravilliers (Val-d'Oise) con i suoi 217 m. Per secoli sede d'inondazioni da parte della Senna, si osservano ancora oggi meandri abbandonati, laghetti e stagni che testimoniano la presenza di aree più facilmente inondabili.

## Storia
L'Île de France naque come dominio reale costituito dai re capetingi. I suoi confini variarono fino alla fine dell'Ancien Régime. Si estendeva verso ovest e soprattutto verso nord, ed era meno vasta di oggi in direzione est e sud.
Costituiva la zona d'interesse economico delle corporazioni mercantili di Parigi, che contribuirono a fissarne i confini.
Il nome di île (isola) può sembrare strano per un territorio senza sbocchi sul mare, sembra però che il nome indichi l'area delimitata dai fiumi Oise, Marna, Epte, Aisne, Yonne ed Eure e attraversata dalla Senna. Un'altra spiegazione indica in «Île de France» un'alterazione di Liddle Franke, vale a dire «Piccola Francia» in lingua franca.
Venne suddivisa, a seguito della Rivoluzione francese (in francese "Révolution française"), in tre dipartimenti: Senna, Seine-et-Oise e Senna e Marna. Nel 1965, il numero di dipartimenti passò da tre a otto, compresa Parigi. Uno di questi, quello di Seine-et-Marne, occupava e occupa tuttora quasi metà dell'area della regione. Attorno a Parigi, i dipartimenti di Hauts-de-Seine, Senna-Saint-Denis e Valle della Marna formano la cosiddetta "piccola corona". I dipartimenti di Val-d'Oise, Yvelines, Essonne e Senna e Marna costituiscono invece la "grande corona".

## Economia
La regione produce circa un quarto del prodotto interno lordo francese, e il suo reddito pro capite, oltre a essere di gran lunga il più elevato tra le regioni francesi, supera del 70% la media europea. I suoi settori economici più importanti sono il turismo, la finanza, il commercio e l'industria manifatturiera.
Il tasso di povertà in Ile-de-France era del 15,9% nel 2015, rispetto al 12,3% nel 2006. Anche la regione è sempre più disuguale. I prezzi delle case hanno spinto gli abitanti con redditi più modesti fuori Parigi.

## Dipartimenti e capoluoghi
| #  | Nome              | Capoluogo      |
| -- | ----------------- | -------------- |
| 75 | Parigi            | Parigi         |
| 77 | Senna e Marna     | Melun          |
| 78 | Yvelines          | Versailles     |
| 91 | Essonne           | Évry           |
| 92 | Hauts-de-Seine    | Nanterre       |
| 93 | Senna-Saint-Denis | Bobigny        |
| 94 | Valle della Marna | Créteil        |
| 95 | Val-d'Oise        | Cergy/Pontoise |

### 1945 - 1968

Modifiche dei dipartimenti nel 1968

| #  | Nome          | Capoluogo  | Note                                       |
| -- | ------------- | ---------- | ------------------------------------------ |
| 75 | Senna         | Parigi     | modificato a seguito di una legge del 1964 |
| 77 | Senna e Marna | Melun      | invariato seguito di una legge del 1964    |
| 78 | Senna e Oise  | Versailles | modificato a seguito della legge del 1964  |

## Politica

### Elezioni regionali
| Anno | Sinistra     | Destra       | Altro       | Presidente                                                 |
| Anno | Seggi e %    | Seggi e %    | Seggi e %   | Presidente                                                 |
| ---- | ------------ | ------------ | ----------- | ---------------------------------------------------------- |
| 1986 | No           | Si           |             | Michel Giraud fino al 1988, poi Pierre-Charles Krieg (RPR) |
| 1992 | 49 (23,44)   | 84 (40,19%)  | 76 (36,36)  | Michel Giraud (RPR)                                        |
| 1998 | 86 (41,15%)  | 83 (39,71%)  | 40 (19,14%) | Jean-Paul Huchon (PS)                                      |
| 2004 | 130 (62,2%)  | 64 (30,6%)   | 15 (7,2%)   | Jean-Paul Huchon (PS)                                      |
| 2010 | 132 (67,94%) | 67 (32,06%)  |             | Jean-Paul Huchon (PS)                                      |
| 2015 | 66 (42,18%)  | 121 (43,80%) | 22 (14,02%) | Valérie Pécresse (LR)                                      |

### Tendenza politica
| Anno                | Estrema sinistra | Sinistra       | Centro         | Destra         | Estrema destra |
| ------------------- | ---------------- | -------------- | -------------- | -------------- | -------------- |
| Presidenziali 2012  |                  | 53,32 %        |                | 46,48 %        |                |
| Legislative 2012    | 7 dep            | 46 dep         | 5 dep          | 39 dep         |                |
| Europee 2014        | 3 dep (16,16%)   | 2 dep (14,28%) | 2 dep (11,99%) | 4 dep (21,79%) | 3 dep (17%)    |
| Dipartimentali 2015 | 1 dipartimenti   | 2 dipartimenti |                | 4 dipartimenti |                |

## Sport
Calcio e rugby a 15 sono gli sport più praticati e seguiti nella regione, che ospita il maggior impianto sportivo del Paese, lo Stade de France a Saint-Denis: esso ha ospitato la finale del campionato del mondo di entrambe le discipline (nel calcio nel 1998 e nel rugby  nel 2007 e nel 2023). Altra importante struttura è lo stadio Yves du Manoir, anche noto come Stadio di Colombes, dal nome del comune omonimo dove sorge, nel dipartimento dell'Hauts-de-Seine: ivi si tenne, nel 1938, la finale del terzo campionato mondiale di calcio, nonché il torneo di rugby ai Giochi Interalleati del 1919 e quello ai Giochi olimpici di Parigi del 1924.
A Parigi sorge inoltre il Parco dei Principi, altro importante stadio che ospitò sia la nazionale francese di calcio che quella di rugby nei loro impegni internazionali fino all'inaugurazione, nel 1997, del citato Stade de France; al Parco dei Principi si tennero due edizioni del campionato europeo di calcio nonché le finali di tutte le competizioni maggiori di club UEFA.
In ambito calcistico il consorzio più di rilievo della regione è il Paris Saint-Germain, club nato nel 1970 e che vanta a livello continentale la vittoria nella Coppa delle Coppe 1995-96, grazie alla quale è l'unico club francese, insieme all'Olympique Marsiglia, ad avere vinto una competizione UEFA, oltre alla vittoria nella UEFA Championship League 2024-25, grazie alla quale è l'unica squadra francese vincitrice del titolo.
Altre compagini di rilievo storico sono il Racing Club e il Red Star, tra i più antichi club calcistici del Paese, essendo nati rispettivamente nel 1894 e 1897, nonché il più recente (1982) Paris FC, militante in seconda divisione.
Nel rugby a 15 la squadra di riferimento è lo Stade français, nato nel 1883 e vincitore di numerosi titoli nazionali e, a livello europeo, di una Challenge Cup nel 2017; le sue partite interne si tengono allo stadio parigino Jean Bouin, adiacente al Parco dei Principi.
La sua concittadina Racing 92, vincitrice di sei titoli nazionali, ha sede a Le Plessis-Robinson e gioca a Nanterre, al Paris la Défense.
Non vittoriosa come le sue concittadine ma altrettanto storica (fu fondata nel 1906) è il Paris Université Club, militante in Fédérale 1 (la terza serie nazionale) la cui squadra disputa i suoi incontri allo Stadio Charléty.